# Carl-Schweizer-Museum

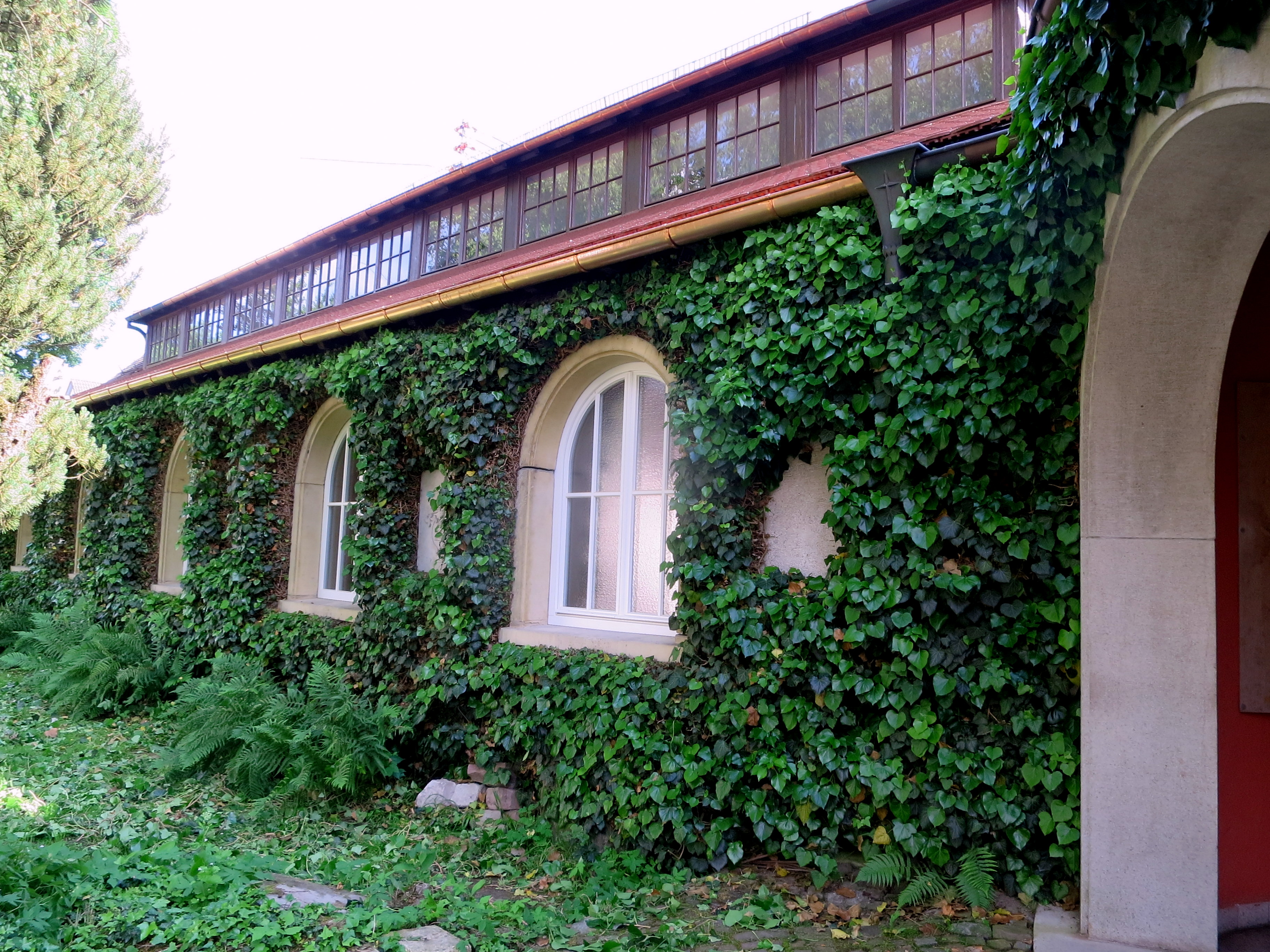
Vorderseite des Carl-Schweizer-Museums

Das Carl-Schweizer-Museum in Murrhardt, einer Stadt im Rems-Murr-Kreis in Baden-Württemberg, ist ein privates Museum, das seit vier Generationen von der Präparatoren-Familie Schweizer aufgebaut und betreut wird. Es versteht sich als privat geführtes Mehrthemenmuseum, in dem Natur und Kultur, tierische und menschliche Lebenswelten interdisziplinär zu einer umfassenden, regionalbezogenen Gesamtschau vereint werden.

## Geschichte

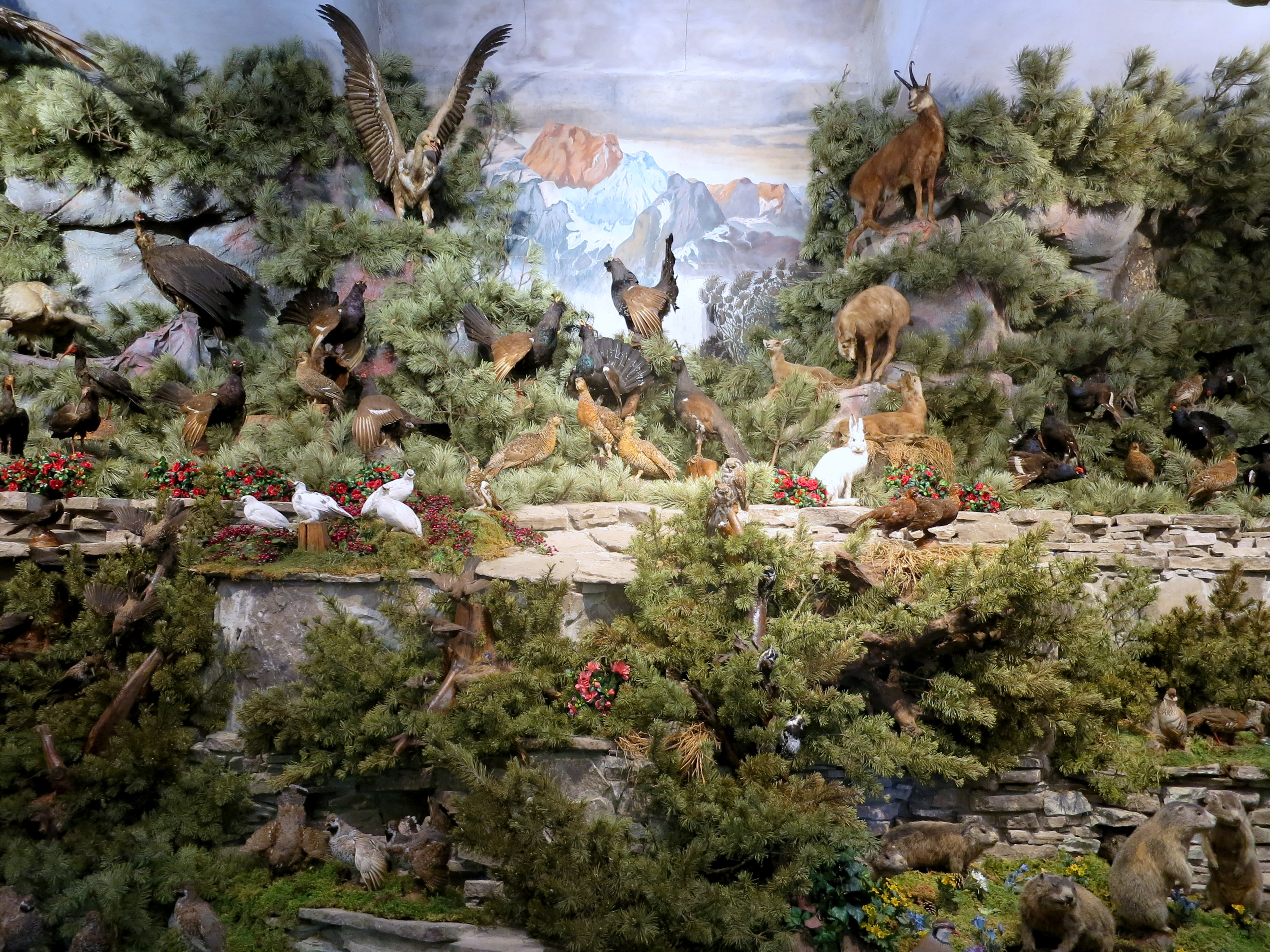
Detail aus der Fülle der Tier- und Vogelwelt

Das Museum ist das Ergebnis der Sammelleidenschaft von vier Generationen der Präparatoren-Familie Schweizer. Sie ist seit über 100 Jahren in Murrhardt ansässig und hat ein privates Museum geschaffen, das wichtig für die gesamte Region der Schwäbisch-Fränkischen Waldberge und den Rems-Murr-Kreis im Nordosten Stuttgarts ist.

### Vier Generationen
- Carl Schweizer erlernte 1896 den Beruf des zoologischen Präparators. Ausgebildet wurde er in Schwäbisch Hall, Öhringen und Görlitz. Als Präparator und Kürschner kam er 1917 nach Murrhardt. Ein Bruder, Theo Schweizer, gründete ein Präparationsatelier in Berlin.
- Carls Sohn, Egon Schweizer, übernahm nach einem längeren Aufenthalt in Norwegen die Werkstatt in Murrhardt. 1931 wurde das Carl-Schweizer-Museum gegründet, als ein Haus für heimische Natur und Kultur.
- Rolf Schweizer führte nach dem Zweiten Weltkrieg den Betrieb  und das Museum weiter. Dieses wurde ab 1950 in dem jetzigen Gebäude untergebracht und ständig aus- und umgebaut.
- Mit Christian Schweizer ist seit 1990 die vierte Generation im Präparationsbetrieb und als Museumsleiter tätig.

Unter der Leitung des Urenkels des Begründers wurde das Museum weiter ausgebaut und durch eine große kultur- und stadtgeschichtliche Abteilung erweitert.

### Leitbild und Teamarbeit
Im Carl-Schweizer-Museum arbeiten alle Familienmitglieder ehrenamtlich. Getragen wird das Haus von der Familie Schweizer. Weitere ehrenamtliche Reinigungs- und Hilfskräfte unterstützen dabei punktuell. Die Familie und die ehrenamtlichen Helfer sind von der Idee getragen, dass ein Museum kein kommerzielles Unternehmen ist, sondern ein Haus, das mit seinen Sammlungen der Öffentlichkeit, dem Gemeinwohl und der Bildung dient. Dieses Leitbild ist die Grundlage für eine erfolgreiche Zusammenarbeit im Museum. 

### Beispiel für generationenlange Teamarbeit
Ein Bericht aus dem Frühjahr 2011 stellt die Teamarbeit dar:
„Der imposante Adlerhorst mit mehreren Exemplaren der Raubvögel hoch oben unter der Decke ist ein großes generationenübergreifendes Werk der Präparatorenfamilie Schweizer. Die künstlichen Felsen bestehen aus einer Holzkonstruktion, die mit Stoff und Putz modelliert und bemalt ist. Die dafür verwendeten Vögel stammten meist aus Norwegen, da die Familie gute Verbindungen in das skandinavische Königreich hatte. Christian Schweizers Urgroßvater, Museumsgründer Carl Schweizer, begann bereits Ende des 19. Jahrhunderts in Schwäbisch Hall mit der Gestaltung der Tiergruppe. Das älteste Exemplar ist ein Adler mit Birkhuhn aus dem Jahr 1896 und ein Adler mit Fuchs, der auch vor 1900 entstand. Als Carl Schweizer 1917 nach Murrhardt kam, brachte er beide Präparate mit, die später ins 1931 eröffnete erste Museum eingebaut wurden.
Ein weiteres Adler-Exemplar schuf Theo Schweizer, Bruder des Museumsgründers, der in Berlin Präparator für Jagdtrophäen des Adels und der Großindustriellenfamilien war. Egon Schweizer, Sohn von Carl Schweizer, gestaltete den Altvogel und die Jungvögel im Adlerhorst. Nach seiner Ausbildung arbeitete er 1925 bis 1928 in Norwegen als Leiter einer Präparationswerkstatt in Oslo und bekam Adlerpräparate von seinem Kollegen Karl Knobloch. 1952 bis 1956 wurde der Adlerhorst in das heutige Carl-Schweizer-Museum eingebaut. 1970 gestaltete Museumsleiter Dr. Rolf Schweizer den Adler mit Murmeltier.
Die Renovierung der Tiergruppe und der Einbau neuer künstlicher Felsen erwies sich 2011 als sehr aufwendig, da damit auch eine größere technische Sanierung verbunden war. Sie dauerte mehrere Wochen und umfasste Zimmer-, Schreiner-, Maler- und Elektrikerarbeiten.“

### Gebäude
Das Gebäude des Museums, vom Architekten Hermann Blum, fügt sich auch durch die verwendeten Materialien nahtlos in die Umgebung ein, Türen und Fenster besitzen eine Natursteinfassung. Mit den Jahren wurde das Gebäude natürlich bewachsen und die Bepflanzung der Außenanlagen erweiterte sich in die Umgebung.

## Aufbau der Sammlungen

### Tier- und Vogelwelt
- Die zoologische Abteilung des Museums ist der Kern der Sammlungen. 1896 begann Präparator Carl Schweizer, Tiere und Vögel zu sammeln. Bereits damals wurden seltene Exemplare aus Vogelschutzwarten und Wildparks erworben.
- Der Tier- und Artenschutz ist eine Leitlinie für die Arbeit. Keines der Exponate wurde für das Museum erlegt – meist sind es „Umweltopfer“ oder Abgänge aus zoologischen Gärten und Wildparks, die im Laufe von 100 Jahren zusammengetragen wurden. Die meisten Präparate sind schon sehr alt. Die Besonderheit liegt in der jährlichen Neudekoration der Walddioramen mit frischen, originalen Bäumen, Ästen und Pflanzen.

### Kulturgeschichte der Region und der Stadt

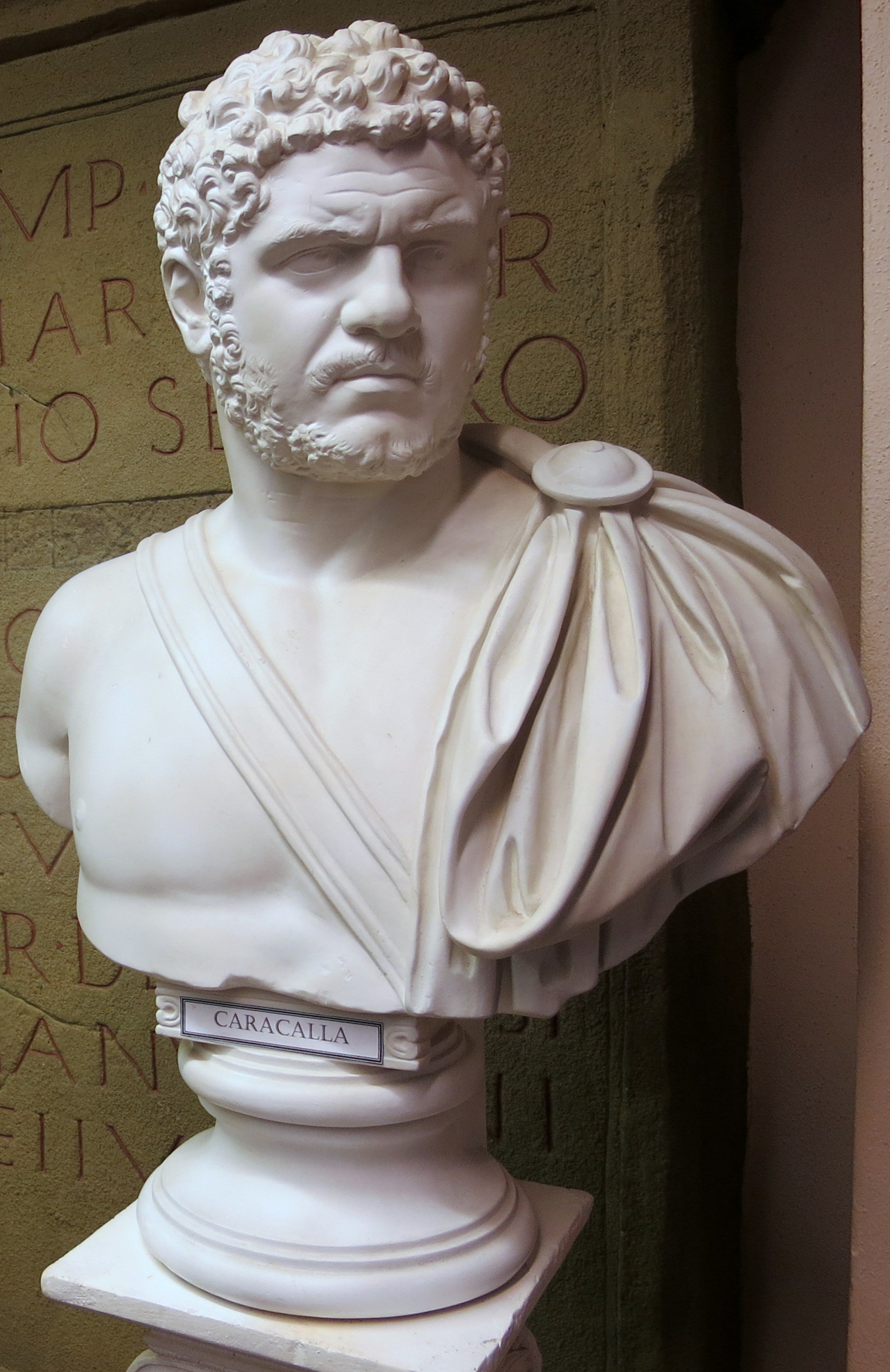
Caracalla-Statue in der Abteilung Römische Geschichte und Limes

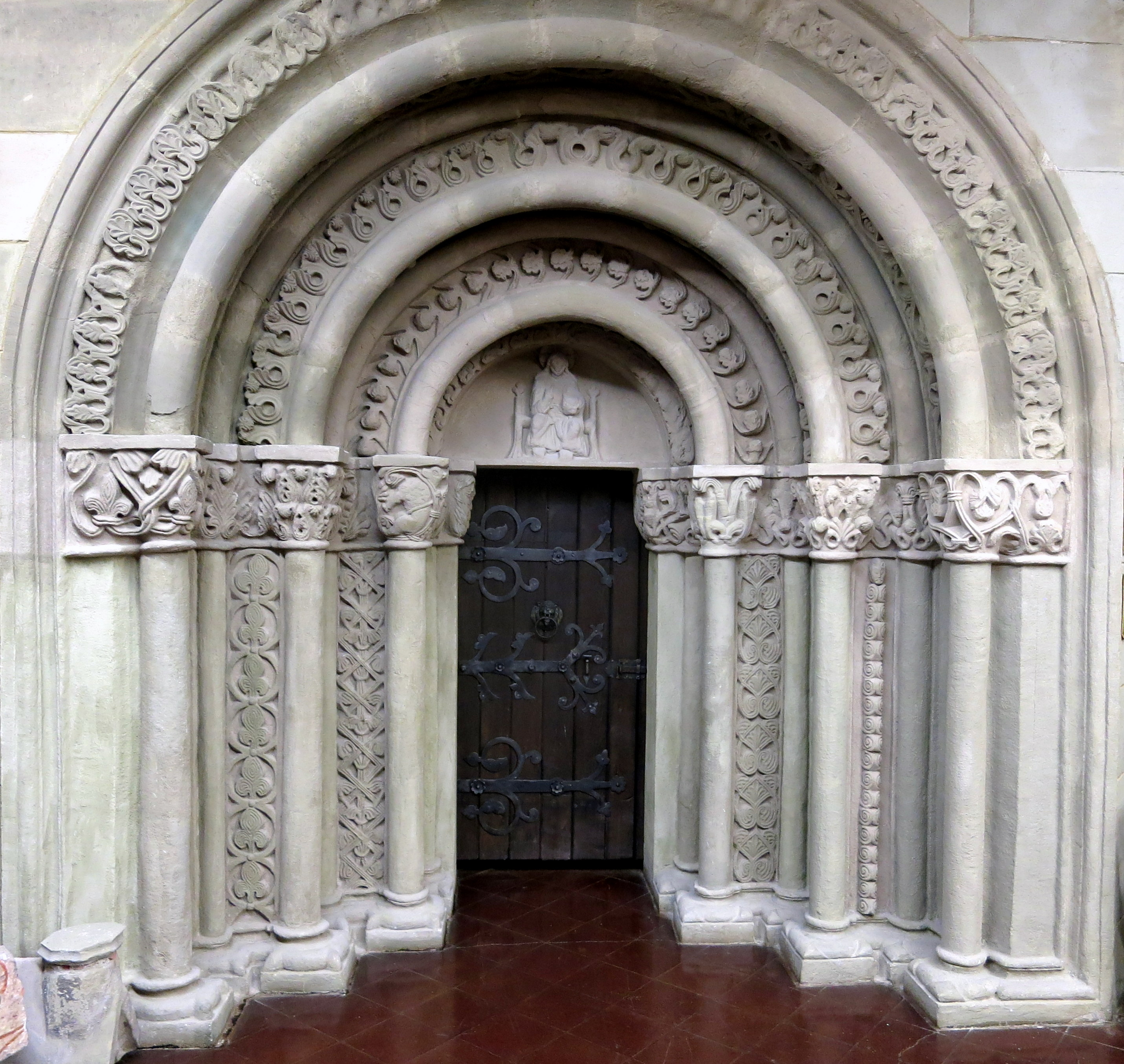
Portal der Walterichskapelle in der Abteilung Klostergeschichte

- Die Abteilung Vor- und Frühgeschichte gibt einen Einblick in die Besiedlungsgeschichte Süddeutschlands, vom Heidelberger Urmenschen bis zu den Kelten. Der Homo steinheimensis wurde in Steinheim an der Murr gefunden: Der Schädel einer Frau, die wohl vor 250.000 bis 300.000 Jahren gelebt hat und vermutlich erschlagen wurde.
- Die Abteilung Römische Geschichte Murrhardts und der Region am UNESCO-Welterbe Limes versetzt den Besucher in die antike Zeit: Romulus und Remus an der Murr. Eine Anzahl besonderer Funde wurden in Murrhardt geborgen, die von der Gründung der Siedlung vor zirka 1850 Jahren berichten. Siehe dazu auch Kastell Murrhardt, die Geschichte eines Kohortenkastells, der Urzelle der städtischen Besiedlung.

Das Museum ist auch ein Anlaufpunkt zum Thema Limes in Baden-Württemberg. Das UNESCO-Welterbe Obergermanisch-Raetischer Limes wird so vielen Schulklassen und Besuchergruppen nahegebracht, die hier virtuell in die Römische Geschichte eintauchen können.
- Die Abteilung Klostergeschichte dokumentiert eine der ältesten Klostergründungen in Nordwürttemberg um 750 nach Christus. Der Bogen reicht von der karolingischen Gründung, über die Zeiten der Staufer mit den wunderschönen, originalen Architekturteilen der Walterichskapelle bis hin zu den Stiftungen der Grafen von Habsburg-Löwenstein und zu den Herzögen von Württemberg und den Dokumenten der Reformationszeit.
- Die Sammlung zur Stadtgeschichte beginnt mit der Stadterhebung 1288 und ist mit der Klostergeschichte eng verknüpft. Exponate aus der Zeit nach der Reformation, dem Dreißigjährigen Krieg und dem großen Stadtbrand 1765 finden sich im Foyer und Treppenhaus.

Eine weitere Abteilung widmet sich der bewegten Stadtgeschichte, beginnend ab 1649 bis 1950. Exponate zu den Murrhardter Ehrenbürgern, volkskundliche und zeitgeschichtliche Dokumente. Ein Medienraum mit historischen Fotos und Filmpräsentationen schließt sich an.